# Per Magnusson (tonsättare)
Per Magnusson, född 28 juli 1978 i Halmstad, är en svensk tonsättare.
Magnusson studerade vid Gotlands Tonsättarskola 1997–2000 och studerade komposition vid Kungliga Musikhögskolan i Stockholm 2000–2007 för bland andra Pär Lindgren.
Utöver sin gärning som tonsättare, spelar han elgitarr och olika elektroniska instrument bland annat med banden Blump, Saralunden.
Han är medlem i musik/poesikollektivet Den talande hunden och är aktiv medlem i Fylkingen.

## Tonsättargärning
Magnussons musik har spelats på olika festivaler i Sverige, Finland, Danmark och Island, samt ett flertal gånger i radio, han har även gjort musik till dansföreställningar, kortfilmer och samarbetat med poeter och animatörer, samt vinjettmusik till en TV-konsert och två kortoperor.
Magnusson har samarbetat med musiker, scener och ensembler så som: Pärlor för Svin, Stockholms Saxofonkvartett, Sonanza, Kroumata, SAMI:s stråkorkester, Vokalensemblen, KROCK, KMH:s Symfoniorkester, Isländska Caput, Nordic Fusion 6, Vadstena-Akademien, Folkoperan m.fl.
Magnusson har mottagit stipendier från: Kungliga Musikaliska Akademien, Konstnärsnämnden, Helge A:son Johnson , Stim, Föreningen svenska tonsättare m. fl.

## Verkförteckning

### Orkestermusik
- ...isvia... för liten blåsrorkester (2001)
- C. of H. för stråkorkester (2003)
- 2 to 2 för symfoniorkester, 2 elgitarrer, 2 live-elektronikspelare och elektronik (2004)
- S[K.]chiffer för stråkorkester och live-elektronik (2005)
- Vow.el för stråkorkester, kör, orgel, elektronik (2007)
- [K.]uote för orkester (2008)

### Kammarmusik
- XV för kammarensemble (2000)
- Unison för piano (2002)
- Trio för slagverkstrio (2003)
- D.M.2 för 2 gitarrer (2003)
- Tre humoresker för piano (2003)
- B-words för kammarensemble, baryton och elektronik (2003)
- Bryggor för poet och elektronik, med Martin Zettersten (2003)
- A'song för röst och elektronik (2003)
- T's Fantasy för marimba och elektronik (2004)
- Wymifse för 10 brassinstrument (2004)
- Sixxis för trumpet, klarinett, cello, saxofon, piano, slagverk och elektronik (2004)
- H.E. Nagyapa för sopran, flöjt, cello, kontrabas och elektronik (2004)
- Död mans sväng för poet och elektronik, med Martin Zettersten (2005)
- El.imin8 för 8 elgitarrer och elektronik (2005)
- Più no 1 för piano och elektronik (2005)
- vinjetter till TV för flöjt, violin, cello, piano (och 2 gitarrer) (2005)
- P's Fantasy för marimba och elektronik (2005)
- 2R för gitarr och elektronik (2005)
- El Conlon Pasa för självspelande piano och elektronik (2006)
- E-b.tw.ow för 2 elgitarrer och elektronik (2006)
- the black sheap in the forest för elgitarr och elektronik, med Ulf Strömqvist (2006)
- Nüühen (XV) för kammarensemble (2000/2007)
- G.Klang för violin och elektronik (2007)
- 4_4_Lines för 4 elgitarrer (2007)
- Paraphernalia för 4 elgitarrer (2007)
- ala.RM_4_4 för saxofonkvartett och elektronik (2007)
- ala.RM för flöjt, violin, cello, piano, saxofonkvartett och elektronik (2007)
- SVÅRD för elgitarr och elektronik (2007)
- (D)u(e)nison för piano, 2 kvartstonspiano och elektronik (2007–10)
- Vo[ice]x, elektronisk musik (2010)
- Sc(d)ream, elektronisk musik (2012)
- Narkissos, kortopera (2013)
- Tubare Circulos – Gastromancy – Respiratory för slagverkskvartett och elektronik (2010–13)
- Jeder stirbt für sich allein, kortopera med libretto av Greta Sundberg (2014)

### Elektronisk musik
- Bandstycke nr 1 (1998)
- MONO (1999)
- S.O.M. I (2002)
- S.O.M. II (2002)
- Poikilothrona, elektronisk musik (2003)
- Klang XIII, elektronisk musik (2005)
- V.C.S.5.1 (2006)
- B.O.M.B (2007)
- PM.triptyk, elektronisk musik (2007)

### Dans
- 16:16, musik för dansföreställning med koreografi av Magnus Nordberg (2004)